# Casey Calvert (actriz)
Casey Calvert (Baltimore, Maryland; 17 de marzo de 1990) es una actriz, guionista y directora pornográfica estadounidense.

## Biografía
Aunque nacida en Baltimore, Calvert, nombre artístico de Sarah Goldberger, se crio en Gainesville (Florida) en una familia judía ortodoxa. En el instituto jugaba al fútbol y practicaba gimnasia rítmica. Estudió en Universidad de la Florida, donde se graduó Magna Cum Laude con una licenciatura en Ciencias con un estudio audiovisual sobre los adolescentes y el estudio de la zoología y la antropología. Ha escrito artículos sobre pornografía para The Huffington Post.
Calvert comenzó a trabajar como modelo y modelo fetichista en sus primeros años de Universidad. Eligió su nombre artístico en honor a su profesor Clay Calvert, profesor de Derecho de los Medios de comunicación en su segundo año de carrera. Debutó como actriz porno en noviembre de 2012, a los 22 años de edad, siendo su primera escena para SexArt Estudio.
Como actriz porno ha trabajado para estudios como Wicked, Tushy, Pure Taboo, New Sensations, Evil Angel, Devil's Film, Hard X, Sweetheart Video, Girlsway, SexArt, Lethal Hardcore, Deeper, Adam & Eve, Jules Jordan Video o Girlfriends Films.
Grabó su primera escena de gang bang dos meses y medio después de su debut para Kink.com. Su primera escena de sexo anal fue en 2013 para Anal Sweetness. Su primera escena de doble penetración anal fue un año después en Analized.
En 2017 recibió el galardón en los Premios AVN a la Mejor escena de sexo en grupo por Orgy Masters 8.
Ese mismo año participó en la parodia porno Metal Rear Solid The Phantom Peen, sobre el videojuego de la saga de Hideo Kojima Metal Gear Solid V: The Phantom Pain, interpretando a Quiet.
Hasta la actualidad, ha grabado más de 1100 películas como actriz. Así mismo, como directora ha llevado una prolífera carrera para diversos estudios, con más de 300 producciones dirigidas.
Algunas películas reseñables de su filmografía son A Love Triangle 2, Angelic Asses 6, Blacked Out 3, Crime of Passion, Drop a Load in a Dropout, Girlfriends, Kinky Wedding Day, Lesbian Adventures - Wet Panties Trib 6, Nymphos, Sibling Rivalry 2, Swinger 5 o The Candidate.

## Premios y nominaciones
| Año  | Ceremonia    | Resultado | Premio                                               | Trabajo                                                                         |
| ---- | ------------ | --------- | ---------------------------------------------------- | ------------------------------------------------------------------------------- |
| 2014 | Premios AVN  | Nominada  | Mejor actriz revelación                              | —                                                                               |
| 2014 | Premios AVN  | Nominada  | Mejor escena escandalosa de sexo                     | Babysit My Ass 2                                                                |
| 2014 | Premios AVN  | Nominada  | Mejor escena escandalosa de sexo                     | Homecoming                                                                      |
| 2014 | Premios AVN  | Nominada  | Mejor escena de sexo lésbico                         | Teach Me 3                                                                      |
| 2014 | Premios AVN  | Nominada  | Mejor escena de sexo chico/chica                     | Dark Perversions 2                                                              |
| 2014 | Premios AVN  | Nominada  | Mejor escena de sexo lésbico en grupo                | Babysit My Ass 2                                                                |
| 2014 | Premios AVN  | Nominada  | Mejor escena de masturbación                         | Bound By Desire 1: A Leap of Faith                                              |
| 2014 | Premios XBIZ | Nominada  | Mejor escena de sexo en película protagonista        | Homecoming                                                                      |
| 2014 | Premios XRCO | Nominada  | Mejor actriz revelación                              | —                                                                               |
| 2015 | Premios AVN  | Nominada  | Mejor escena de sexo lésbico                         | Dirty Panties 2                                                                 |
| 2015 | Premios AVN  | Nominada  | Mejor escena POV de sexo                             | POV Pervert 17                                                                  |
| 2015 | Premios AVN  | Nominada  | Mejor escena de trío M-H-M                           | Anal Inferno 3                                                                  |
| 2015 | Premios AVN  | Nominada  | Mejor escena de sexo en grupo                        | Nymphos                                                                         |
| 2015 | Premios AVN  | Nominada  | Premio fan: Actriz porno favorita                    | —                                                                               |
| 2015 | Premios AVN  | Nominada  | Premio fan: Personalidad más extrovertida            | —                                                                               |
| 2015 | Premios XBIZ | Nominada  | Mejor actriz en película de sexo en pareja           | Proud Parents                                                                   |
| 2015 | Premios XBIZ | Nominada  | Mejor escena de sexo en película gonzo               | James Deen's 7 Sins: Pride                                                      |
| 2015 | Premios XRCO | Nominada  | Unsung Siren of the Year                             | —                                                                               |
| 2016 | Premios AVN  | Nominada  | Mejor escena de sexo lésbico                         | Sisterly Love 2                                                                 |
| 2016 | Premios AVN  | Nominada  | Mejor escena de doble penetración                    | Analized                                                                        |
| 2016 | Premios AVN  | Nominada  | Premio fan: Actriz porno favorita                    | —                                                                               |
| 2016 | Premios XBIZ | Nominada  | Mejor actriz en película lésbica                     | Girlfriends                                                                     |
| 2016 | Premios XBIZ | Nominada  | Mejor escena de sexo en película vignette            | Hot Wife Blindfolded                                                            |
| 2016 | Premios XBIZ | Nominada  | Artista femenina del año                             | —                                                                               |
| 2016 | Premios XRCO | Nominada  | Unsung Siren of the Year                             | —                                                                               |
| 2017 | Premios AVN  | Ganadora  | Mejor escena de sexo en grupo                        | Orgy Masters 8                                                                  |
| 2017 | Premios AVN  | Nominada  | Mejor escena de sexo oral                            | Throat Training 2                                                               |
| 2017 | Premios AVN  | Nominada  | Mejor escena de sexo anal                            | Oil & Anal 2                                                                    |
| 2017 | Premios XRCO | Nominada  | Orgasmic Analist                                     | —                                                                               |
| 2018 | Premios AVN  | Nominada  | Mejor escena de sexo lésbico en grupo                | Girl Kush 2                                                                     |
| 2018 | Premios AVN  | Nominada  | Premio fan: Artista femenina favorita                | —                                                                               |
| 2018 | Premios XBIZ | Nominada  | Mejor escena de sexo en película parodia             | Conflicted                                                                      |
| 2018 | Premios XRCO | Ganadora  | Unsung Siren                                         | —                                                                               |
| 2019 | Premios AVN  | Nominada  | Mejor escena de sexo en grupo                        | Anne: A Taboo Parody                                                            |
| 2019 | Premios AVN  | Nominada  | Mejor escena de sexo en grupo                        | Fallen II: Angels & Demons                                                      |
| 2019 | Premios AVN  | Nominada  | Premio fan: Estrella mediática                       | —                                                                               |
| 2019 | Premios XBIZ | Nominada  | Mejor escena de sexo en película lésbica             | Beautiful Strangers                                                             |
| 2020 | Premios AVN  | Nominada  | Mejor escena de gangbang                             | Gangbanged Anal Cheaters                                                        |
| 2020 | Premios AVN  | Nominada  | Mejor escena de trío M-H-M                           | Female Submission                                                               |
| 2020 | Premios XBIZ | Nominada  | Mejor actuación no sexual                            | The Reunion                                                                     |
| 2021 | Premios AVN  | Nominada  | Mejor dirección - Drama                              | Primary                                                                         |
| 2021 | Premios AVN  | Nominada  | Mejor dirección - Comedia                            | Cougar Queen: A Tiger King Parody                                               |
| 2021 | Premios AVN  | Nominada  | Mejor guion dramático                                | Primary                                                                         |
| 2021 | Premios AVN  | Nominada  | Mejor escena de sexo en grupo                        | A Blind Date With Dick                                                          |
| 2021 | Premios AVN  | Nominada  | Mejor escena de sexo en grupo                        | Fuck Club 3                                                                     |
| 2021 | Premios XBIZ | Nominada  | Director del año                                     | —                                                                               |
| 2022 | Premios AVN  | Nominada  | Mejor actriz                                         | Primary 2                                                                       |
| 2022 | Premios AVN  | Nominada  | Mejor guion en película                              | Primary 2                                                                       |
| 2022 | Premios XBIZ | Nominada  | Director del año                                     | —                                                                               |
| 2022 | Premios XBIZ | Nominada  | Mejor actuación protagonista                         | Primary 2                                                                       |
| 2022 | Premios XBIZ | Nominada  | Mejor escena de sexo en película de temática erótica | School of Submission: Casey Calvert                                             |
| 2022 | Premios XBIZ | Nominada  | Mejor escena de sexo en película performance         | School of Submission: Casey Calvert                                             |
| 2022 | Premios XBIZ | Nominada  | Mejor escena de sexo en película protagonista        | Primary 2                                                                       |
| 2023 | Premios AVN  | Nominada  | Aparición mainstream del año                         | —                                                                               |
| 2023 | Premios AVN  | Nominada  | Mejor escena escandalosa de sexo                     | Diary of a Madman, Season 2 Episode 4: I Had My Chance (or "Buried Naked Lady") |
| 2023 | Premios AVN  | Nominada  | Mejor guion en película                              | Going Up                                                                        |
| 2023 | Premios XBIZ | Ganadora  | Mejor guion                                          | Going Up                                                                        |
| 2023 | Premios XBIZ | Nominada  | Mejor guion                                          | Sorrow Bay                                                                      |
| 2024 | Premios AVN  | Nominada  | Aparición mainstream del año                         | —                                                                               |
| 2024 | Premios AVN  | Nominada  | Mejor escena de sexo lésbico                         | Hopeless                                                                        |
| 2024 | Premios AVN  | Nominada  | Mejor escena de sexo lésbico en grupo                | Switch: Leaving Your Mark                                                       |
| 2024 | Premios AVN  | Ganadora  | Mejor escena de sexo con transexual                  | Muses: Kasey Kei                                                                |
| 2024 | Premios AVN  | Ganadora  | Mejor guion en película                              | Primary 3                                                                       |
| 2024 | Premios XBIZ | Nominada  | Mejor escena de sexo en película lésbica             | Hopeless                                                                        |
| 2024 | Premios XBIZ | Nominada  | Mejor escena de sexo en película protagonista        | Primary 3                                                                       |
| 2024 | Premios XBIZ | Nominada  | Mejor escena de sexo transexual                      | Pandemonium                                                                     |
| 2024 | Premios XBIZ | Ganadora  | Mejor guion                                          | Primary 3                                                                       |
| 2025 | Premios AVN  | Ganadora  | Mejor actriz                                         | Birth                                                                           |
| 2025 | Premios AVN  | Nominada  | Mejor escena escandalosa de sexo                     | Birth                                                                           |
| 2025 | Premios AVN  | Nominada  | Mejor escena de sexo lésbico en grupo                | Houseguest Dommed by Lesbian Couple                                             |
| 2025 | Premios AVN  | Nominada  | Mejor escena de sexo transexual en grupo             | Emma Rose: Discovering Myself                                                   |
| 2025 | Premios AVN  | Nominada  | Mejor guion en película                              | Last Splash                                                                     |
| 2025 | Premios XMA  | Nominada  | Mejor actuación protagonista                         | Birth                                                                           |
| 2025 | Premios XMA  | Nominada  | Mejor escena de sexo en película                     | Birth                                                                           |
| 2025 | Premios XMA  | Ganadora  | Mejor escena de sexo en película lésbica             | Come Out to Play: An All-Girls Warriors Parody                                  |
| 2025 | Premios XMA  | Nominada  | Mejor guion                                          | Spun                                                                            |
| 2025 | Premios XMA  | Nominada  | Mejor guion                                          | Last Splash                                                                     |